# LMS Jubilee Clase 5690 Leander
| La 5690 Leander en Boar's Headⓘ |

La LMS Jubilee Clase 5690 Leander (British Rail número 45690) es una locomotora de vapor británica preservada hasta la actualidad, construida originalmente para el Ferrocarril de Londres, Midland y Escocia (London Midland and Scotish Railway; LMS).

## Historia operacional
La 5690 se construyó en Crewe en marzo de 1936. Recibió el nombre de Leander en honor del buque HMS Leander, que a su vez lleva el nombre en inglés del héroe griego Leandro. Desde marzo de 1936 operó desde la cochera de Crewe North, donde permaneció hasta 1947, cuando se transfirió al antiguo taller de locomotoras del LMS en Bristol (Barrow Road). Después de la nacionalización de los ferrocarriles en 1948, recibió el número identificativo 45690 al incorporarse a la compañía British Railways. 
Después de ser retirada del servicio en 1964, la Leander fue vendida a la empresa de desguaces Woodham Brothers en Barry, Gales del Sur. 

## Preservación
Rescatada por Brian Oliver en mayo de 1972, fue restaurada por la Sociedad de Locomotoras Leander en Derby, pasando a conservarse en el Museo del Ferrocarril Dinting, en Glossop. Tras ser adquirida por el Ferrocarril del Valle del Severn, la Leander se vendió al Peter Beet, siendo devuelta al estado de funcionamiento en el Ferrocarril de Lancashire Este, pintándose don los colores originales del LMS Crimson Lake. A partir de 2008, pasó a ser propiedad de Chris Beet (Gerente de Ingeniería y Operaciones Ferroviarias del Museo Nacional del Ferrocarril), siendo operada por la compañía del Ferrocarril de la Costa Oeste desde su base de Carnforth MPD. 
En 2008, la Leander remolcó un tren de época, el Expreso al Balneario de Scarborough. En octubre de ese mismo año acudió a la "Gran Gala del Ferrocarril de Vapor", junto a las locomotoras BR Standard Britannia No. 70013 Oliver Cronwell, y la LNER Peppercorn Clase A1 No. 60163 Tornado.
En septiembre de 2010, visitó el Ferrocarril del Valle del Severn (FVS) para el 40 Aniversario de la Gala del Vapor de Otoño, donde coincidió con  otras máquinas del FVS, como las GWR 2251 Clase 0-6-0 Núm. 3205, GWR 3700 Clase 4-4-0 Núm. 3717 Ciudad de Truro, GWR 4575 Clase 2-6-2T Núm. 5542 y SR West Country Pacific 4-6-2 Núm. 34070. Desde allí se dirigió a Blackpool Norte, y poco después, regresó a Carnforth para operar trenes históricos.
En abril de 2012, la Leander  tuvo que ser revisada debido a su mal estado. Chris Beet gestionó estas tareas, asistido por el equipo de la Compañía del Ferrocarril de la Costa Oeste desde su base de Carnforth MPD. Se puso en servicio de nuevo en octubre de 2014, pintada con la librea negra característica del British Rail, que había llevado entre el 12 de abril de 1949 y el 15 de noviembre de 1952, y que también fue llevada por otras 46 máquinas de la clase desde agosto de 1948. Su primer recorrido para obtener ingresos, tras cruzar la Shap Summit, la llevó hasta Carlisle, desde donde regresó a lo largo de la línea de Settle & Carlisle el 24 de enero. Sin embargo, no obtuvo la acreditación FTR, por lo que en su siguiente recorrido del 7 de marzo de 2015 pasó por Shap Summit, Carlisle, Newcastle upon Tyne, York, Mánchester y Preston.

## Fotos de la máquina preservada

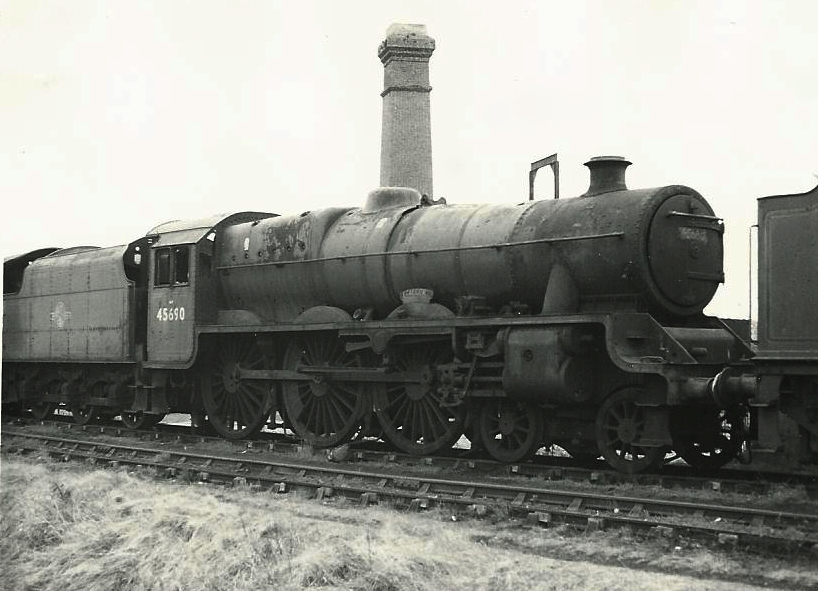
Leander en Woodham  Scrapyard, Barry, 07/1968.
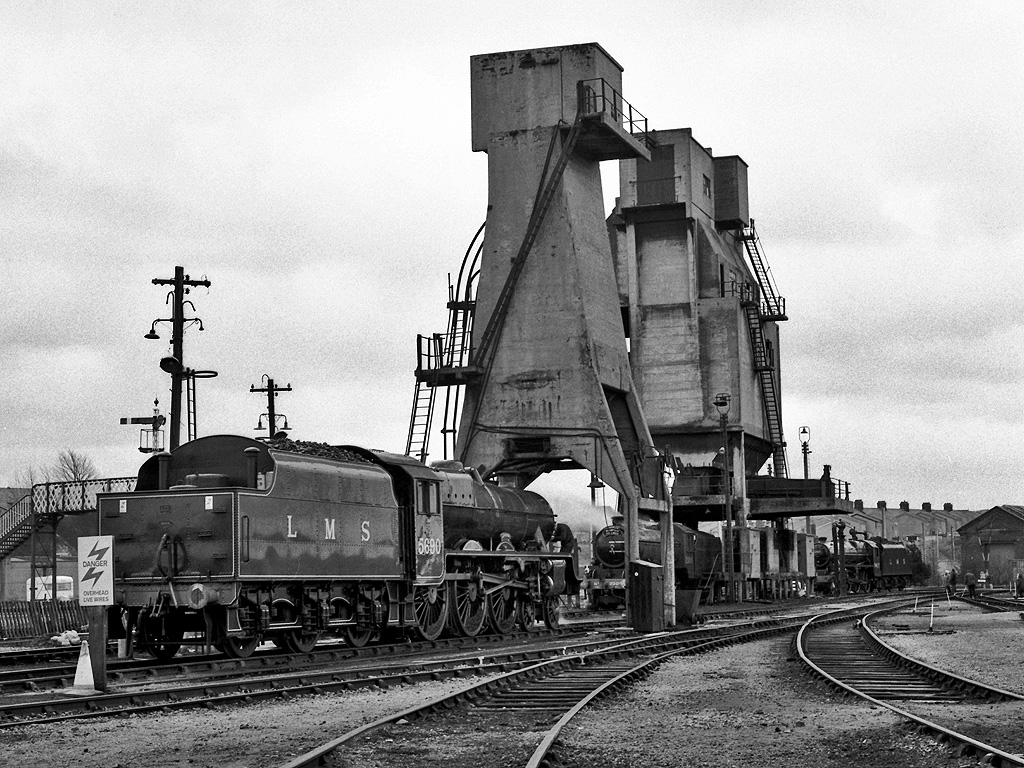
Leander junto a la planta de ceniza en Carnforth MPD, 02/1983.
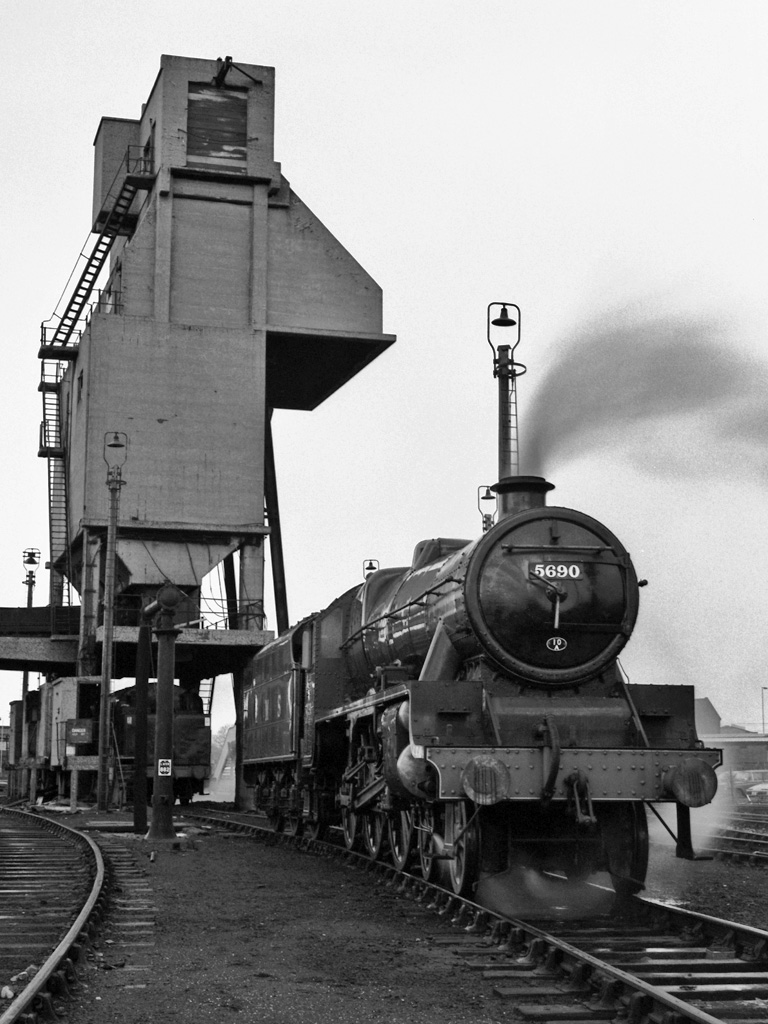
Leander frente a la torre del carbón en Carnforth MPD, 02/1983.
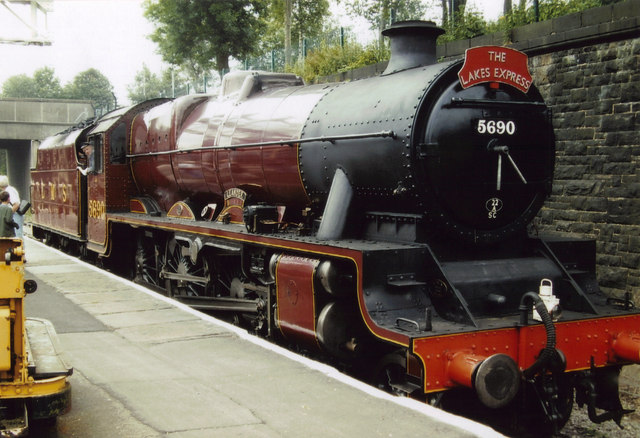
La 5690 en Bolton.
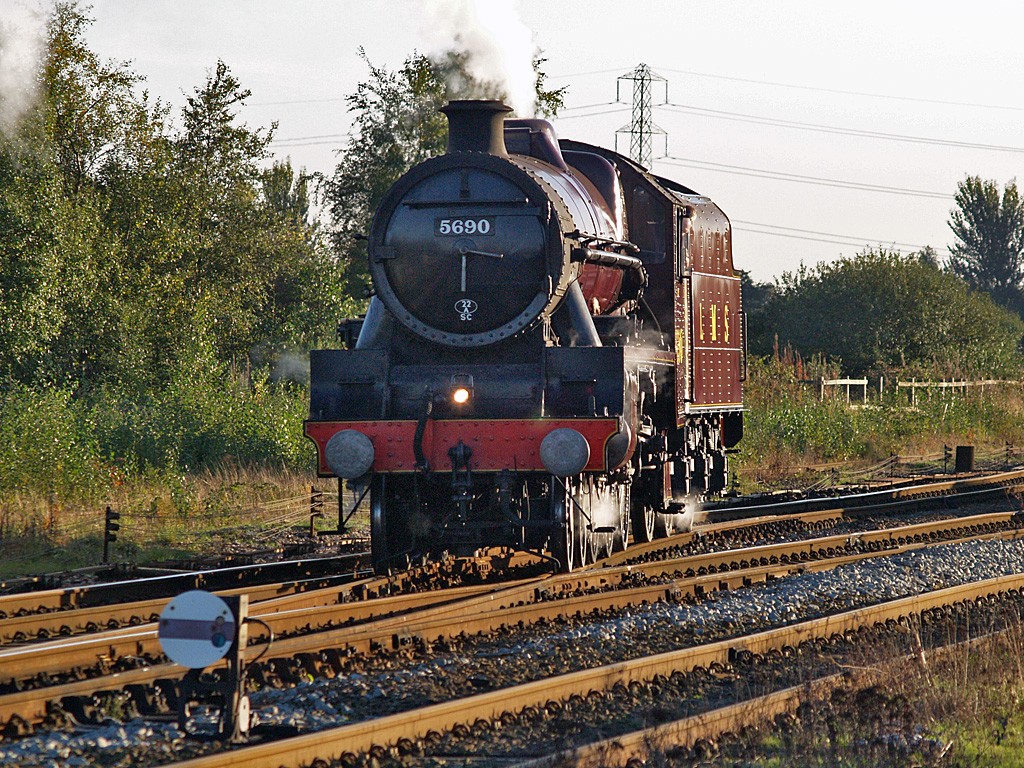
En Castleton Cross Este, 2006.
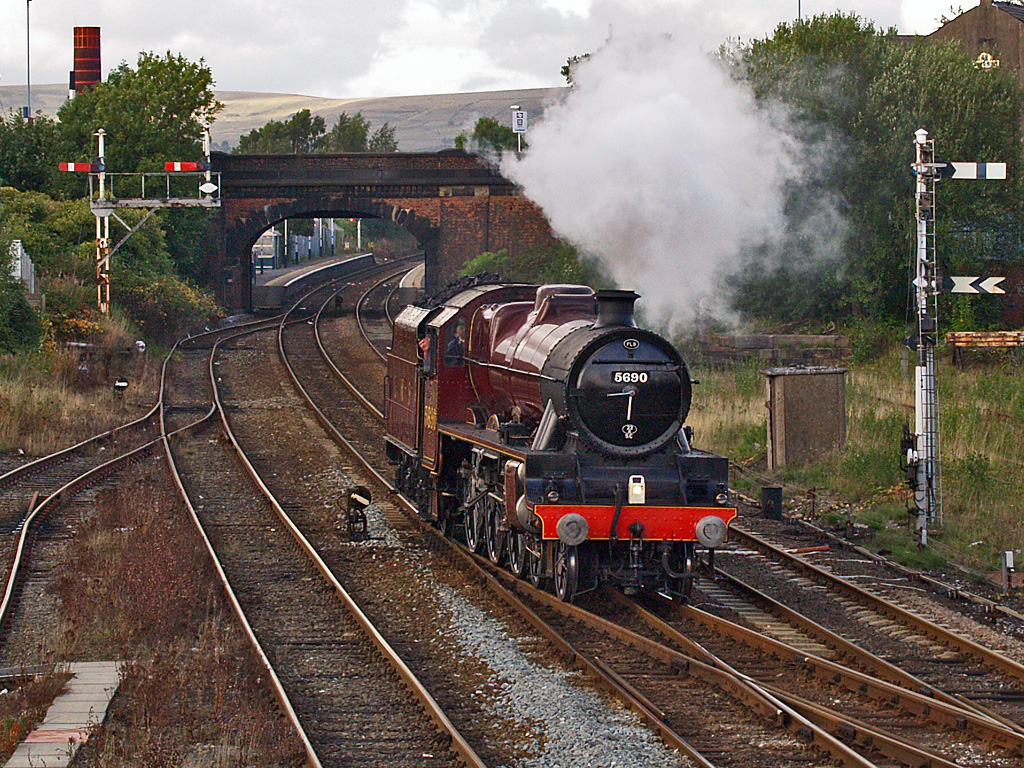
Saliendo de Castleton Cross hacia el Centro de Patrimonio de Crewe, 09/2007.
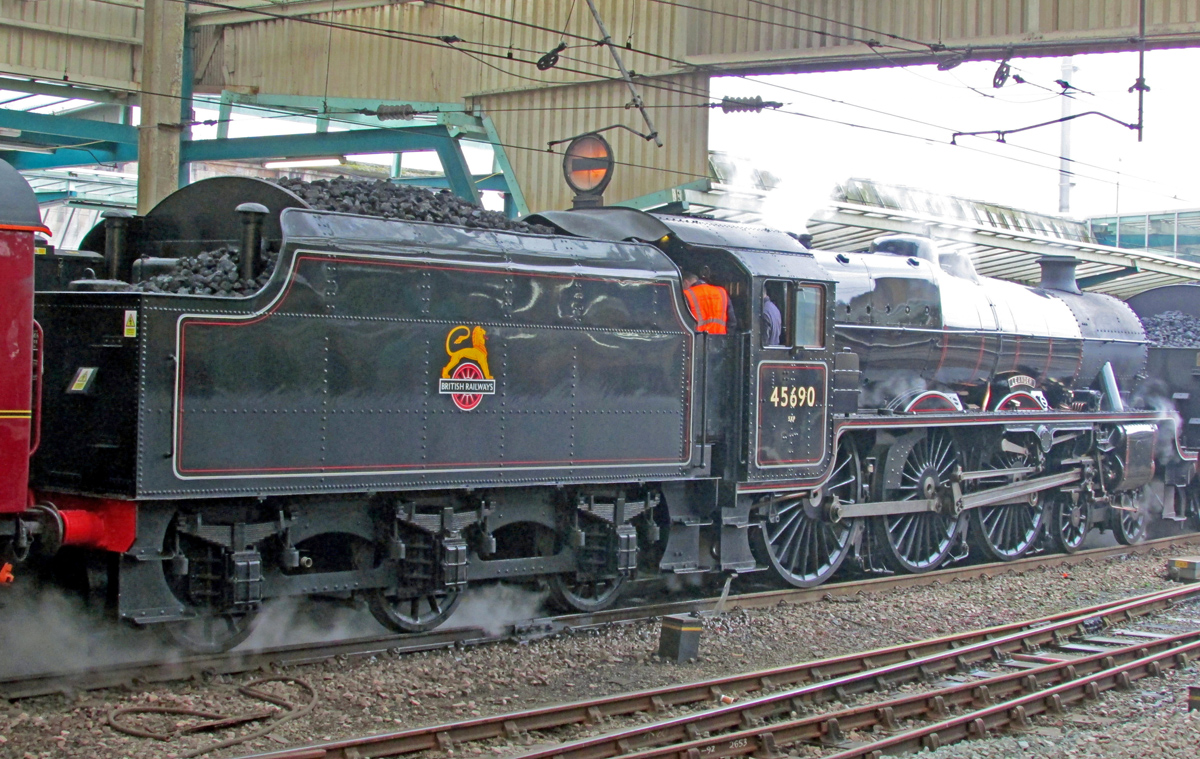
La 45690 "Leander" pintada en el color negro del British Rail.
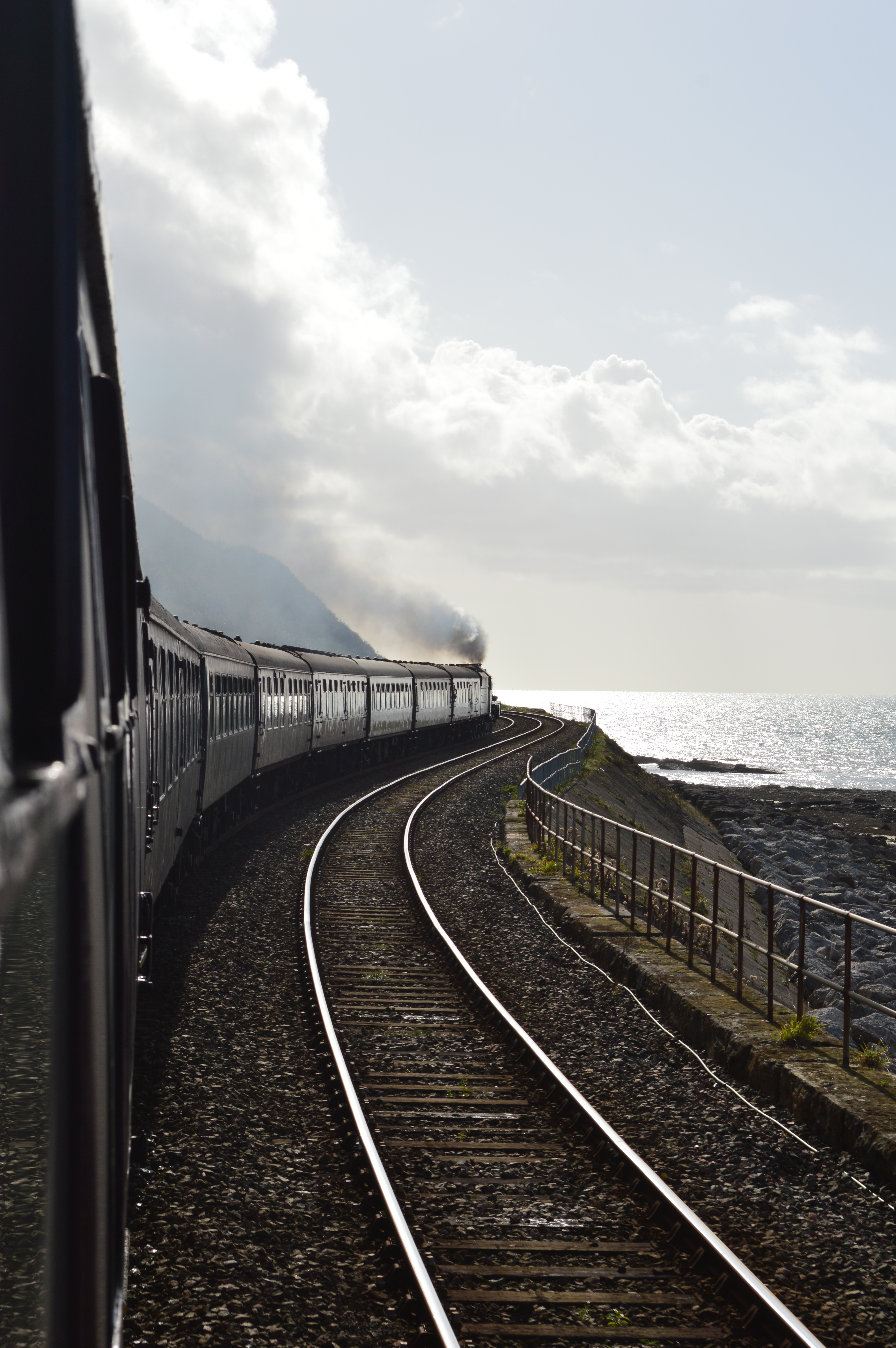
En la línea de Costa, 09/2017.
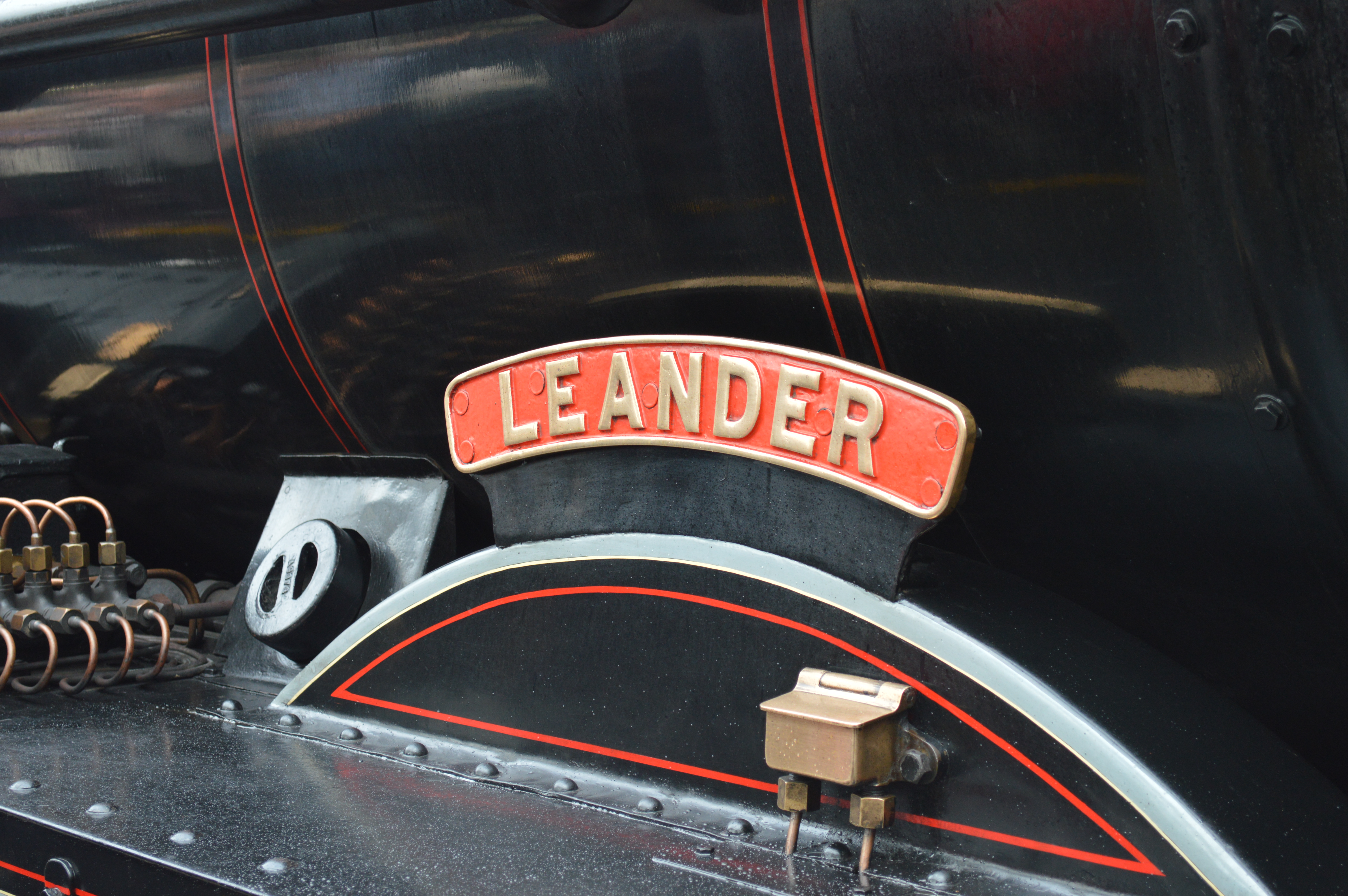
Placa identificativa (lado del maquinista).
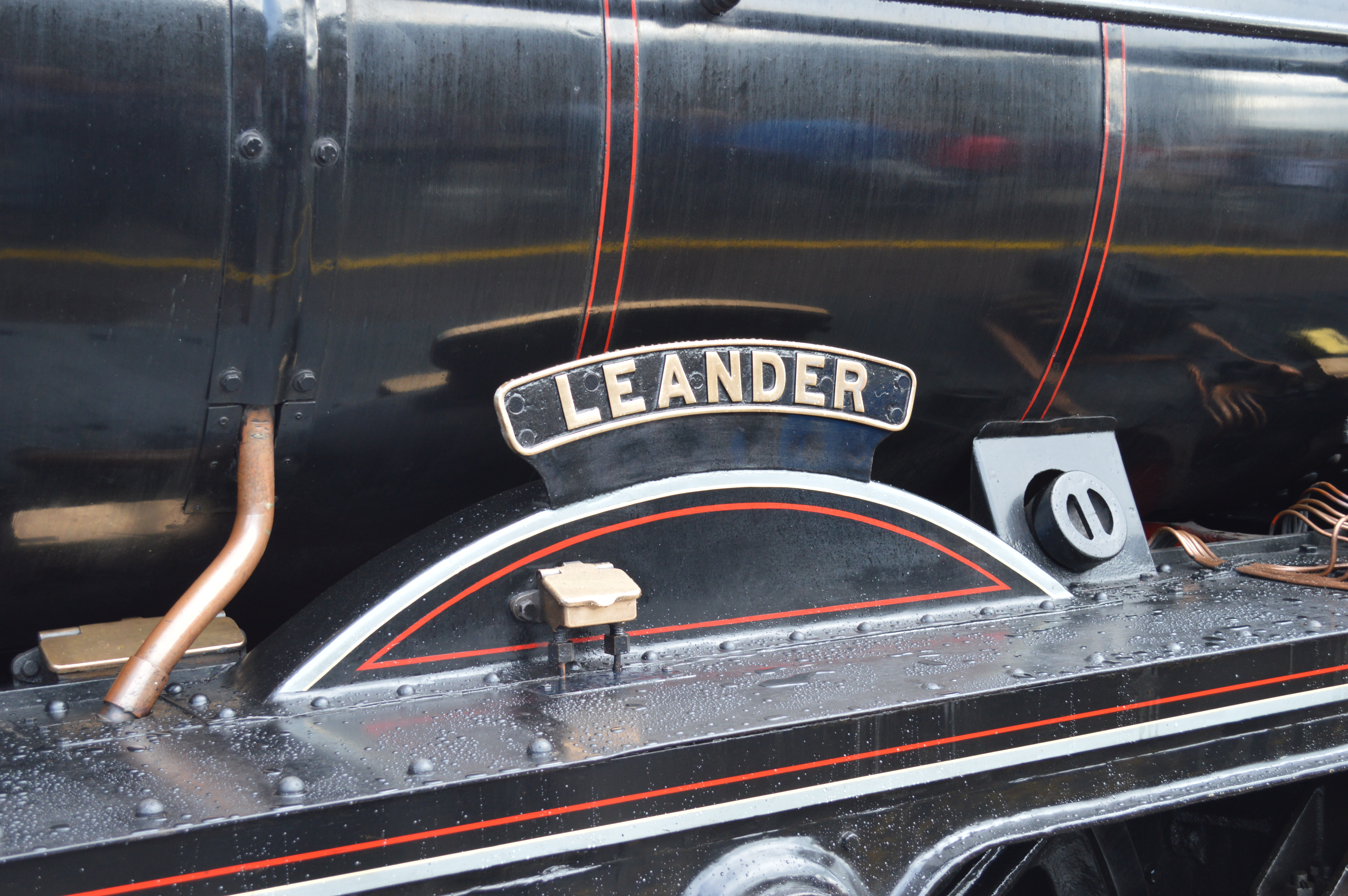
Placa identificativa (lado del fogonero).